# أوليفر ك. هارتلي
أوليفر ك. هارتلي (بالإنجليزية: Oliver C. Hartley)‏ هو سياسي أمريكي، ولد في 1823، وتوفي في 1859. انتخب عضو مجلس نواب تكساس.